# Mantle (Album)
Mantle ist ein Jazzalbum von Natsuki Tamura, Satoko Fujii und Ramón López. Die am 20. September 2019 im Studio Yawatahama Yumemikan, Ehime, entstandenen Aufnahmen erschienen Ende 2020 auf Not Two Records.

## Hintergrund
Der Trompeter Natsuki Tamura und die Pianistin Satoko Fujii, die verheiratet sind, haben seit Anfang der 1990er-Jahre zahlreiche Alben gemeinsam aufgenommen, von Duo-Aufnahmen bis zu Fujiis großen Orchester-Projekten. Alleine im Jahr 2020 veröffentlichte ihr Kaze-Quartett das Album Sandstorm (Circum-Disc) mit der Elektronikspezialistin Ikue Mori, und Mori arbeitete erneut mit Fujii und Tamura bei den Aufnahmen für das Album Prickly Pear Cactus (Libra) zusammen. Neben einer weiteren Duo-Veröffentlichung (Pentas, Not Two Records) entstanden Aufnahmen im Trio mit dem Schlagzeuger Ramón López. Fujii hatte bereits zuvor mit López zusammengearbeitet und 2019 ein Duo-Album namens Confluence (Libra) veröffentlicht. 2020 holten Fujii und López Tamura für eine Tournee mit neun Konzerten in Japan hinzu. Das gemeinsame Album Mantle wurde schließlich am Tag nach dem Ende der Konzerttournee im Studio aufgenommen.

## Titelliste

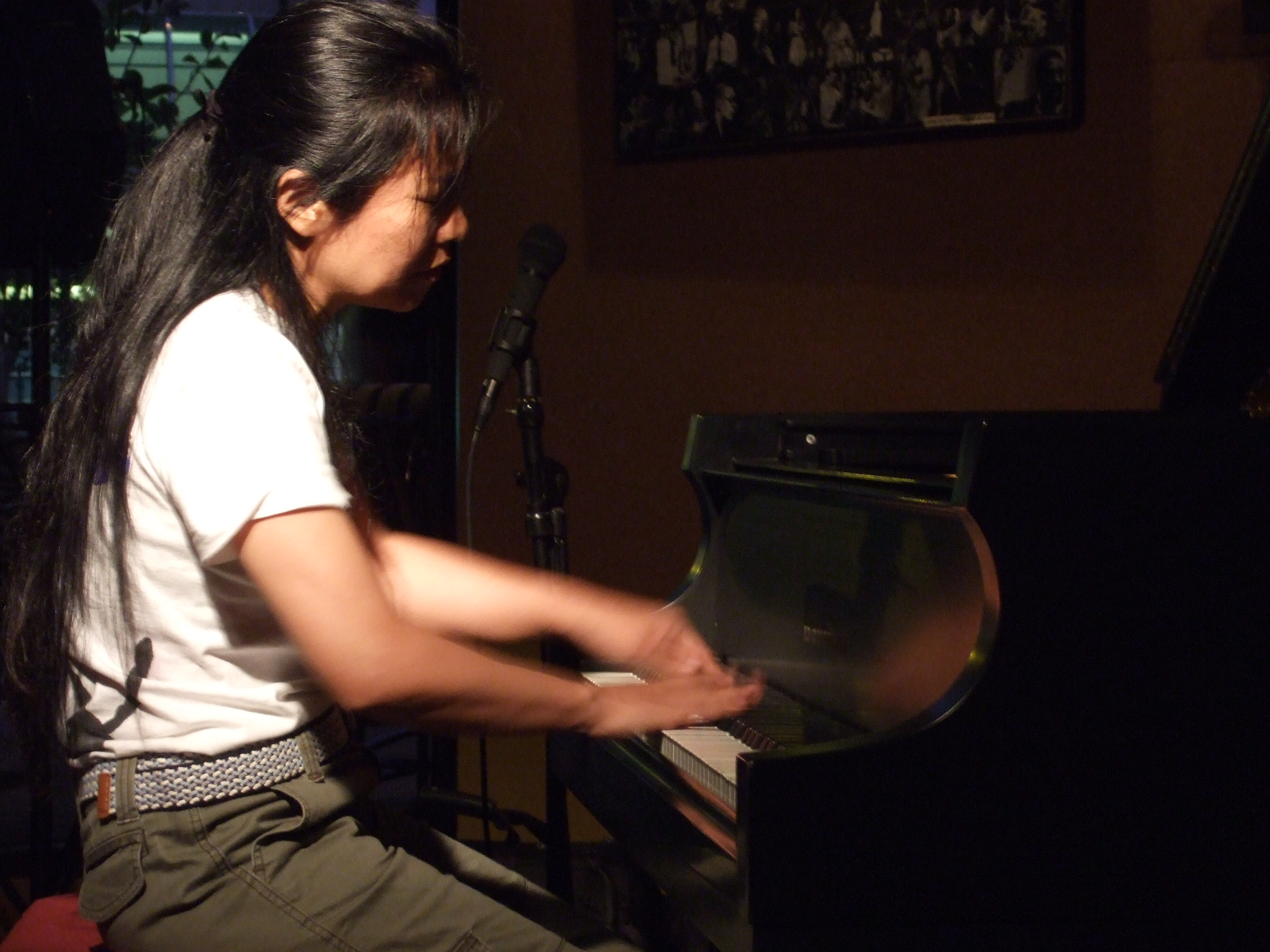
Satoko Fujii (2008)

- Natsuki Tamura, Satoko Fujii, Ramon Lopez: Mantle (Not Two Records MW1003-2)[3]

1. Nine Steps to the Ground (Satoko Fujii) 7:01
2. Metaphors (Ramon Lopez) 7:36
3. From Spring to Summer (Natsuki Tamura) 3:51
4. Your Shadow (Satoko Fujii) 5:26
5. Encounter (Natsuki Tamura) 9:41
6. Straw Coat (Ramon Lopez) 7:17
7. Came, Left (Natsuki Tamura) 5:19
8. Autumn Sky (Satoko Fujii) 9:03
9. The Temple Bell (Ramon Lopez) 8:03

## Rezeption
Nach Ansicht von Troy Dostert, der das Album in All About Jazz rezensierte, ist Mantle „eine fesselnde Platte mit reichhaltiger Interaktion und meisterhaften Kompositionen“. Es sei wirklich ein egalitäres Unternehmen, bei der jeder der beteiligten Musiker drei Kompositionen zum Album beitrug und zusammen ein packendes, zusammenhängendes Werk entstanden sei, das die besonderen Fähigkeiten aller Musiker fachmännisch kanalisiere. Eine der bemerkenswertesten Eigenschaften des Albums sei die breite Palette an emotionalen Registern. Fujii sei klanggewaltig – man hören etwa ihre donnernden Akkorde auf dem Opener „Nine Steps to the Ground“ –, aber ihre bemerkenswerte Sensibilität zeige sich in besinnlich Filigranem und lyrischen Motiven, die die Kraft, die sie auf ihr Instrument bringe, aufblähen. Tamura decke auch die Bandbreite der Ausdruckskraft ab, mit delikaten Überlegungen zu Beginn von „Metaphors“ in einem besinnlichen Dialog mit Fujii. Ramón López’ eigene Entfaltung sei bemerkenswert, in einigen Momenten auf die gedämpfteste Unterstützung beschränkt, und in anderen schwelge er in der kollektiven Leidenschaft der Gruppe.
Ebenfalls in All About Jazz schrieb John Sharpe, nachdem das Programm des Albums bis zu einem gewissen Grad auf der Tournee getestet wurde, behalte es folglich eine ansprechende Rohheit bei und meide zu dichte Arrangements oder komplexe Linien. Das Ergebnis sei zwar ähnlich spannend, unterscheide sich jedoch stark von anderen Produktionen in Fujiis Diskographie, die mit derselben Instrumentierung erstellt wurden, wie beispielsweise das großartige 1538 (Libra, 2018, mit dem Schlagzeuger Takashi Itani). Da jeder ausgewählten Titel speziell für die Trioformation entwickelt wurde, sei es nicht verwunderlich, dass sie die verfügbaren Ressourcen auf geniale Weise nutzen und Solo-, Duo- und Trio-Formationen innerhalb einer Ensemble-Konzeption einsetzten, so der Autor. Einige seien ziemlich dunkel und melancholisch wie „Your Shadow“, andere wiederum verspielter und durch respektlosen Umgang mit dem komponierten Material gekennzeichnet, wobei die Kerne der Melodien sehr frei behandelt würden. Wie bei den besten Geschichten sei es nie möglich zu erraten, wohin die Drehungen und Wendungen in jedem Stück führen werden. Viele der Themen verbergen sich im Zusammenspiel der Gruppe, das von diskursiven Nebeneffekten und spannenden Pausen umhüllt sei.
Ivana Ng bewertet für den Down Beat das Album mit dreieinhalb Sternen. Sie stellte fest, als Trio arbeiten Fujii mit Natsuki Tamura und Ramón López im gesamten Spektrum des Avantgarde-Jazz und bewegten sich geschickt von der modernen Improvisation über Bebop bis hin zur Rockmusik und zurück. Fujii und Tamura, die seit langem in unzähligen Projekten zusammengearbeitet hätten, hätten einen fließenden, fast instinktiven Diskurs. Das letzte Stück „The Temple Bell“, das zwischen experimentierfreudigem Klavier- und Trompetenaustausch und Trommel-Zwischenspielen wechsle, die Stimmungen von kriegerisch bis bombastisch berühren und schließlich zu einem intensiven Höhepunkt und einem letztendlich rätselhaften und ungelösten Ende führe, habe ein Ende, das beispielhaft das gesamte Album zusammenfasse: lose behandelte Skripte, verschönert durch atemberaubende Improvisation, die der Fantasie noch viel Raum lassen. Obwohl die Gruppe noch nicht lange zusammenarbeite, zeige ihre Debütaufnahme eine dynamische Partnerschaft, die neues Terrain für die Creative Music erschließe.